# Li Yanfeng
Li Yanfeng (chino simplificado: 李艳凤, chino tradicional: 李艳凤, pinyin: Yanfeng Lǐ, nacida el 15 de mayo de 1979) es una atleta China, especialista en la prueba de lanzamiento de disco. Li ganó el primer título mundial de disco para China.
Fue campeona mundial en Daegu 2011 y medallista de Plata en los Juegos Olímpicos de Londres 2012 por detrás de la croata Sandra Perković,
Su mejor tiro personal es 67,98 metros, alcanzados en junio de 2011 en Schönebeck. El récord chino y asiático, está actualmente en manos de Xiao Yanling con 71,68 metros.